# Nauthar
Nauthar (en népalais : नौथर) est un comité de développement villageois du Népal situé dans le district de Lamjung. Au recensement de 2011, il comptait 2 223 habitants.